# 圣萨武南
圣萨武南（法語：Saint-Savournin，法語發音：[sɛ̃ savuʁnɛ̃]）是法国罗讷河口省的一个市镇，属于马赛区。

## 地理
圣萨武南（43°24'23"N, 5°31'39"E）面积5.89 平方千米，位于法国普罗旺斯-阿尔卑斯-蓝色海岸大区罗讷河口省，该省份为法国东南部沿海省份，北起沃克吕兹省，西接加尔省，南濒地中海，东临瓦尔省。
与圣萨武南接壤的市镇（或旧市镇、城区）包括：卡多利沃、格雷阿斯克、米梅、佩潘、阿洛。
圣萨武南的时区为UTC+01:00、UTC+02:00（夏令时）。

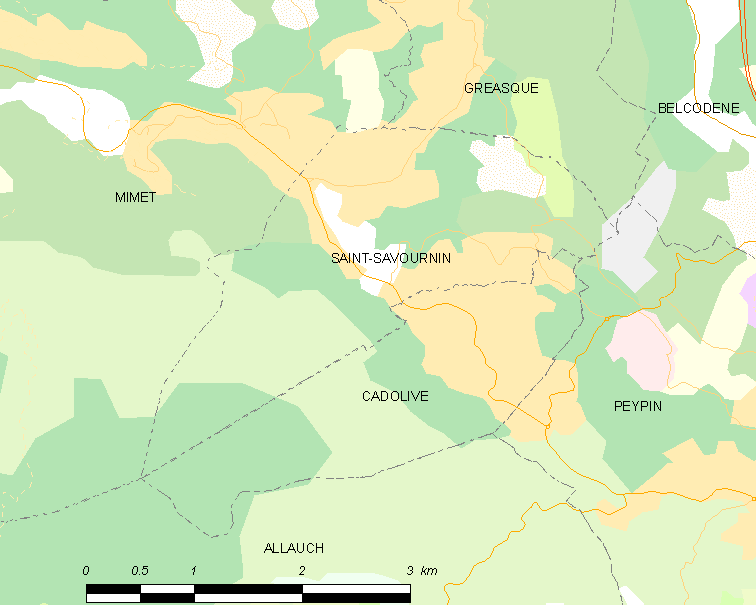
圣萨武南的OSM定位图

## 行政
圣萨武南的邮政编码为13119，INSEE市镇编码为13101。

## 政治
圣萨武南所属的省级选区为阿洛县。

## 人口

1962-2008年间圣萨武南人口变化图示

圣萨武南于2022年1月1日时的人口数量为3449人。